# 韋爾施巴赫河 (布勒爾河支流)
50°51′25.92″N 7°26′30.5″E / 50.8572000°N 7.441806°E
韋爾施巴赫河（德語：Werschbach），是德國的河流，位於該國西部，處於北萊茵-威斯特法倫州，屬於布勒爾河的右支流，河道全長7.4公里，流域面積9.6平方公里。